# ميتشل (إنديانا)
ميتشل (بالإنجليزية: Mitchell, Indiana)‏ هي مدينة تقع في الولايات المتحدة في مقاطعة لورانس (إنديانا). يقدر عدد سكانها بـ 4,350 نسمة ومساحتها 8.52 كم2 وترتفع عن سطح البحر 208 متر.

## التركيبة السكانية
قام مكتب تعداد الولايات المتحدة بتحديد بيانات التركيبة السكانية لميتشل في تعداد الولايات المتحدة. في ما يلي، التركيبة السكانية حسب تعدادي 2000 و2010.

### تعداد عام 2000
بلغ عدد سكان ميتشل 4,567 نسمة بحسب تعداد عام 2000، وبلغ عدد الأسر 1,884 أسرة وعدد العائلات 1,235 عائلة مقيمة في المدينة. في حين سجلت الكثافة السكانية 1,345.6 نسمة لكل ميل مربع (519.5/كم2). وبلغ عدد الوحدات السكنية 2,118 وحدة بمتوسط كثافة قدره 624.1 نسمة لكل ميل مربع (241.0/كم2).
وتوزع التركيب العرقي للمدينة بنسبة 98.31% من البيض و 0.11% من الأمريكيين الأصليين و 0.09% من الأمريكيين ذوي الأصول الآسيوية و 0.02% من سكان جزر المحيط الهادئ و 0.28% من الأمريكيين الأفارقة و 1.05% من عرقين مختلطين أو أكثر.
بلغ عدد الأسر 1,884 أسرة كانت نسبة 32.6% منها لديها أطفال تحت سن الثامنة عشر تعيش معهم، وبلغت نسبة الأزواج القاطنين مع بعضهم البعض 46.5% من أصل المجموع الكلي للأسر، ونسبة 14.9% من الأسر كان لديها معيلات من الإناث دون وجود شريك، وكانت نسبة 34.4% من غير العائلات. تألفت نسبة 31.2% من أصل جميع الأسر من أفراد ونسبة 14.8% كانوا يعيش معهم شخص وحيد يبلغ من العمر 65 عاماً فما فوق. وبلغ متوسط حجم الأسرة المعيشية 2.93، أما متوسط حجم العائلات فبلغ 2.36.
بلغ العمر الوسطي للسكان 37 عاماً. وكانت نسبة 26.0% من القاطنين تحت سن الثامنة عشر، وكانت نسبة 7.9% بين الثامنة عشر والأربعة وعشرون عاماً، ونسبة 27.1% كانت واقعةً في الفئة العمرية ما بين الخامسة والعشرون حتى والأربعة وأربعون عاماً، ونسبة 22.9% كانت ما بين الخامسة والأربعون حتى الرابعة والستون، ونسبة 16.2% كانت ضمن فئة الخامسة والستون عاماً فما فوق. يوجد لكل 100 أنثى 85.0 ذكر، ويوجد لكل 100 أنثى في الثامنة عشر من عمرها فما فوق 79.4 ذكر.
بلغ متوسط دخل الأسرة في المدينة 28,559 دولار، أما متوسط دخل العائلة فبلغ 33,415 دولار. وكان متوسط دخل الذكور 28,160 دولار مقابل 18,194 دولار للإناث. وسجل دخل الفرد الخاص بالمدينة 13,894 دولار. وكانت نسبة 14.0% من العائلات ونسبة 16.9% من السكان تحت خط الفقر، وكان من هؤلاء نسبة 20.9% تحت سن الثامنة عشر ونسبة 16.7% في الخامسة والستين من العمر وما فوق.

### تعداد عام 2010
بلغ عدد سكان ميتشل 4,350 نسمة بحسب تعداد عام 2010، وبلغ عدد الأسر 1,786 أسرة وعدد العائلات 1,145 عائلة مقيمة في المدينة. في حين سجلت الكثافة السكانية 1,326.2 نسمة لكل ميل مربع (512.0/كم2). وبلغ عدد الوحدات السكنية 2,014 وحدة بمتوسط كثافة قدره 614.0 لكل ميل مربع (237.1/كم2).
وتوزع التركيب العرقي للمدينة بنسبة 97.6% من البيض و 0.2% من الأمريكيين الأصليين و 0.3% من الأمريكيين ذوي الأصول الآسيوية و 0.1% من سكان جزر المحيط الهادئ و 0.4% من الأمريكيين الأفارقة و 0.8% من عرقين مختلطين أو أكثر.
بلغ عدد الأسر 1,786 أسرة كانت نسبة 33.2% منها لديها أطفال تحت سن الثامنة عشر تعيش معهم، وبلغت نسبة الأزواج القاطنين مع بعضهم البعض 43.8% من أصل المجموع الكلي للأسر، ونسبة 15.0% من الأسر كان لديها معيلات من الإناث دون وجود شريك، بينما كانت نسبة 5.3% من الأسر لديها معيلون من الذكور دون وجود شريكة وكانت نسبة 35.9% من غير العائلات. تألفت نسبة 31.9% من أصل جميع الأسر من أفراد ونسبة 15.5% كانوا يعيش معهم شخص وحيد يبلغ من العمر 65 عاماً فما فوق. وبلغ متوسط حجم الأسرة المعيشية 2.96، أما متوسط حجم العائلات فبلغ 2.38.
بلغ العمر الوسطي للسكان 39.2 عاماً. وكانت نسبة 24.9% من القاطنين تحت سن الثامنة عشر، وكانت نسبة 8.3% بين الثامنة عشر والأربعة وعشرون عاماً، ونسبة 24.7% كانت واقعةً في الفئة العمرية ما بين الخامسة والعشرون حتى والأربعة وأربعون عاماً، ونسبة 25% كانت ما بين الخامسة والأربعون حتى الرابعة والستون، ونسبة 17.1% كانت ضمن فئة الخامسة والستون عاماً فما فوق. وتوزع التركيب الجنسي للسكان بنسبة 46.5% ذكور و53.5% إناث.